# Antonio Pampliega
Antonio Pampliega (Madrid; 7 de marzo de 1982) es un periodista español especializado en zonas de conflicto. Ha cubierto guerras en Afganistán,  Somalia,  Sudán del Sur,  Ucrania,  Irak o Siria. En este último país fue secuestrado en 2015 por Al Qaeda. Permaneció retenido 299 días. En 2019 presentó en Cuatro Pasaporte Pampliega, programa en el que da visibilidad a las injusticias sociales en diferentes lugares del mundo. En 2024 volvió a Cuatro para presentar el programa de investigación Territorio Pampliega.

## Trayectoria

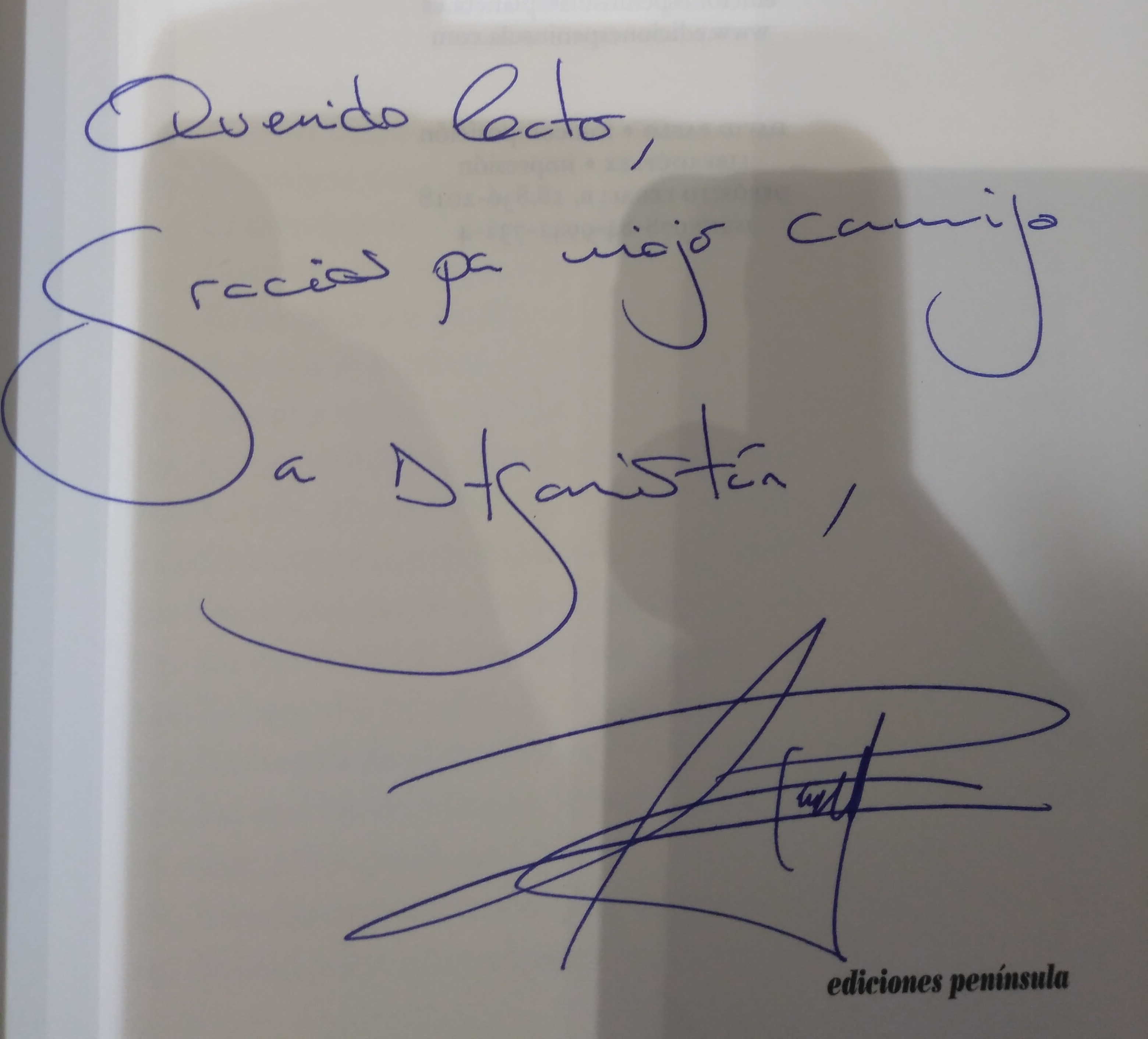
Dedicatoria del periodista

Nació en Madrid y se licenció en periodismo (2004) en la Universidad Europea. Es un periodista freelance que ha cubierto zonas como Irak, Líbano, Pakistán, Afganistán, Haití, Sudán del Sur o Siria.
También ha escrito los libros: Afganistán (2011), En la oscuridad (2017), Las trincheras de la esperanza (2018). En 2019 presentó, en Cuatro, el programa de viajes Pasaporte Pampliega. En 2021 se puso al frente del podcast Costa Nostra, sobre el narcotráfico en el sur de España. En 2023, publicó El quinto nombre, Península (Grupo Planeta), sobre la guerra civil española. En 2024 presentó, también en Cuatro, Territorio Pampliega, un programa sobre periodismo de investigación.

## Secuestro en Siria
En 2015 viajó a Siria para poder hacer un reportaje sobre la situación a la que se estaba enfrentando el país. No era la primera vez que viajaba a Siria. Sabía cómo tenía que actuar en zonas de conflicto. Sin embargo, este viaje se alargó más de lo que esperaban.
Gracias a viejos conocidos, Antonio Pampliega consiguió contactar con Usama, un traductor que iba a ayudarles durante todo el reportaje. Tenían algunos amigos periodistas en común y buenos contactos. Sin embargo, Antonio Pampliega está convencido de que fue él quien les vendió al grupo terrorista "Estoy convencido de que nos vendió por su reacción. Se tiró. Le tocaron el hombro y se cayó al suelo. Ni siquiera le golpearon. Se fue al suelo. Entonces nos trasladan a la primera celda en la que estuvimos."
Pasaron 10 meses hasta que Pampliega consiguió su liberación. En varias entrevistas, Pampliega se arrepiente de que en ese momento valiese más un reportaje que su propia seguridad.

## Medios de comunicación
Sus trabajos han sido publicados por AFP, AP, CNN, BBC, The Times, El País, Tiempo de hoy, El Mundo, EFE, Amazon Prime o CUATRO. Además, en televisión ha concedido entrevistas a Risto Mejide en el Chester o ha protagonizado reportajes en prime time como: Pasaporte Pampliega o Territorio Pampliega. 

## En la oscuridad
Es la primera vez que un periodista secuestrado por Al Qaeda escribe un libro contando su historia. La única forma para Antonio Pampliega de entretenerse durante el secuestro era escribir. Empezará siendo un diario y terminará con cartas para su hermana. Una forma de mantener viva la esperanza de que algún día saldría de ahí. 236 páginas en las que Pampliega ilustra cómo es vivir secuestrado por uno de los grupos terroristas más importantes de la historia.

## Premios
| Año  | Premio                                                         |
| ---- | -------------------------------------------------------------- |
| 2024 | Premio Nacional del Deporte. Reina Sofía.                      |
| 2023 | Premio Gabo. Por el podcast Costa Nostra.                      |
| 2020 | Premio Luchetta Categoría 'Reportaje Internacional'            |
| 2020 | Premio La Buena Prensa Categoría 'Series'                      |
| 2017 | Premios ¡Bravo!                                                |
| 2015 | Premio La Buena Prensa Categoría 'Series'                      |
| 2017 | Premio Desalambre de Videoperiodismo del festival Artículo #31 |
| 2019 | Premio La Buena Prensa Categoría 'Crónica'                     |
| 2015 | Premio Nacional de Periodismo Juan Andrés García               |